# Die Mauer (1990)
Die Mauer ist ein deutscher Dokumentarfilm aus dem Jahr 1990, in dem der Künstler Jürgen Böttcher seine persönlichen Eindrücke von den letzten Tagen der Berliner Mauer verarbeitet.

## Inhalt
Am Beginn des Films ist ein Platz am Rande Berlins zu sehen, auf dem die Reste der ehemaligen Berliner Mauer gelagert werden. Von dort geht der Blick zurück in das Zentrum Berlins, als die Mauer noch stand, jedoch so genannte Mauerspechte bereits auf der Westseite versuchen, mit allen möglichen Werkzeugen, kleine Teile des Betons abzuschlagen. Selbst mehrere japanische Frauen in feiner Kleidung beteiligen sich an der Aktion, um diese Teile mit in ihre Heimat zu nehmen. Eine Frau legt ihr Ohr an die Mauer, da sie auf der Ostseite den Beginn der Abrissarbeiten zu hören vermutet. Die Dreharbeiten des Films betreffen den Bereich von der Spree über das Reichstagsgebäude, das Brandenburger Tor, den Potsdamer Platz bis zur Niederkirchnerstraße.
In der Nähe des provisorischen Grenzübergangs zwischen Ost-Berlin und West-Berlin befindet sich im Grenzgebiet ein Eingang zum ehemaligen S-Bahnhof Potsdamer Platz, der seit dem 13. August 1961 seiner eigentlichen Funktion beraubt war und nur noch als sogenannter Geisterbahnhof von den Grenztruppen der DDR bewacht wurde, da die S-Bahn-Züge von West- nach West-Berlin weiterhin unterirdisch durch Ost-Berlin, allerdings ohne Halt, durchfuhren. Zum Zeitpunkt der Dreharbeiten versehen die Soldaten noch immer ihren Dienst, die Züge fahren weiter ohne Halt durch, jedoch darf das Filmteam scheinbar unbehindert drehen. Der Bahnhof sieht völlig verwüstet aus, wurde doch in den vergangenen Jahren nichts daran gemacht. Ein gerahmtes Bild von Wilhelm Pieck, sowie Ostberliner Werbetafeln aus dem Jahr 1961 an den Wänden, zeugen von der Vergangenheit.
Wieder zurück an der Mauer, gehen mehrere Kinder in Berlin lebender ausländischer Arbeitskräfte dem Bauwerk an die Substanz, so dass man bereits an einigen Stellen hindurchschauen kann, und DDR-Grenzsoldaten sehen dem Treiben zu. Zwischen dem Martin-Gropius-Bau und dem Preußischen Landtag steht auf dem Todesstreifen zwischen der Hinterlandmauer und der Mauer nach Westberlin ein Postenfahrzeug vom Typ Trabant Kübel, der von einer Touristin ausgiebig fotografiert wird. Mit dem Einbruch der Dunkelheit geht es wieder zum Brandenburger Tor, wo bereits viele Reporter ausländischer Rundfunk- und Fernsehanstalten ihre Berichte für die Heimatsender fertigen. Grund der Aufregung ist das Entfernen des ersten Elements der Mauer, was unter dem großen Jubel der zuschauenden Bevölkerung stattfindet. In den nächsten Tagen finden dort volksfestartige Zusammenkünfte interessierter Zuschauer statt. Im Moment der Zerstörung der Mauer werden historische Filmzitate, vom Kaiserreich über die NS-Diktatur bis zur Zeit der deutschen Teilung an die Mauer projiziert, was verteilt über den gesamten Film zu sehen ist.
Es folgen Filmaufnahmen von den Silvesterfeierlichkeiten 1989/1990, am Brandenburger Tor, mit Besuchern aus aller Welt, inklusive Feuerwerk. Leider schaffen es auch einige Unvernünftige bis zur Quadriga zu kommen, die dadurch größere Schäden erleidet. Bei Tageslicht beginnt das neue Jahr, wie das vorhergehende geendet hat, die bereits stark durchlöcherte Mauer verliert immer mehr der begehrten Souvenirs. Kinder verkaufen Stücke davon bereits für fünf bis zehn Deutsche Mark West. Viele der Besucher verweilen aber auch an dem Gedenkort Weiße Kreuze, um der Mauertoten seit 1961 zu gedenken. Neu nach den vielen Jahren der fast unüberwindlichen Grenze ist ein kleiner Flirt zwischen einer jungen Frau aus der Bundesrepublik und einem Angehörigen der DDR-Grenztruppen, vor wenigen Wochen noch völlig undenkbar. Eine Tänzerin, im dünnen Kleid und barfuß, versucht mit einer Rose im Mund, vor einem großen Publikum, ihre Gefühle im Verbund mit der Mauer auszudrücken. Eines der größten Events ist aber das Konzert des englischen Musikers Roger Waters (Pink Floyd) im ehemaligen Todesstreifen am Potsdamer Platz mit der Bühnenaufführung des Albums The Wall vor mehr als 200.000 Zuschauern. Den Abschluss des Films bildet eine Kamerafahrt über nicht beschädigte Mauerteile, die zum offiziellen Verkauf angeboten werden.

## Produktion und Veröffentlichung
Der Film wurde vom DEFA-Studio für Dokumentarfilme GmbH produziert und hatte seine Premiere am 5. Oktober 1990 im Kino Arsenal in Berlin. Die erste Ausstrahlung im Fernsehen erfolgte am 17. Juni 1991 im Programm des Senders N3.

## Rezeption
Michael Beeskow schreibt in der Neuen Zeit, dass die gezeigten Aufnahmen gut sortiert sind und in ihrer Art, selbst einem ausgeprägten Empfinden für Schönheit, durchgängig schmeicheln. Eine Berlinerin meint, diese Bilder könnten aus einem Familienalbum sein, welches sie sich immer wieder ansehen möchte.
In der Berliner Zeitung bemerkte Torsten Ruprich anlässlich der Erstausstrahlung im Fernsehen:

„Mittlerweile hat sich das Leben in der Stadt normalisiert, die „Mauerspechte“ finden kein Futter mehr, die Volksfeste wichen dem Alltag, und die zeitliche Distanz trübt schon so manche Erinnerung. […] (Böttchers) Bilder vom Geschehen an der Mauer, ruhig, prägnant und sensibel im Detail, kolportiert er glänzend mit historischem Filmmaterial zur schrecklichen Geschichte des Bollwerks“

Der film-dienst bezeichnete den Film als „Meditation über die Zeit gegen Jahresende 1989/90“. Böttcher fange das die Mauer „in spontanen Beobachtungen wie in kalkulierten Tafelbildern ein“. Dabei gelinge ihm „erregende Aufnahmen stillgelegter unterirdischer Bahnhöfe und metaphorische Bilder vom Auseinanderbrechen des ‚antifaschistischen Schutzwalls‘“. Die „Aufarbeitung“ sei „immer dann reizvoll und interessant“, wenn die aus „Fernsehfeatures sattsam bekannten Bilder mit experimentellem Mut ‚überarbeitet‘“ würden.

## Auszeichnungen
Der Film gewann bei den Internationalen Filmfestspielen Berlin 1991 den FIPRESCI-Preis (Forum) und bekam im selben Jahr eine lobende Erwähnung beim Europäischen Filmpreis.